# Hamarkameratene
Maillots
Actualités
Dernière mise à jour : 8 mai 2024.
Le Hamarkameratene, couramment abrégé en HamKam, est un club norvégien de football basé à Hamar.

## Histoire
À l'issue de la saison 2021, HamKam remporte le championnat de deuxième division et remonte en Eliteserien pour la première fois depuis 2008.

### Historique
- 1918 : fondation du club sous le nom de Freidig Hamar
- 1946 : fusion avec Hamar AIL en Ham-Kam
- 2006 : le Ham-Kam devient HamKam

## Palmarès
- Championnat de Norvège de deuxième division (2) :
  - Champion : 2003 et 2021

- Championnat de Norvège de troisième division (2) :
  - Champion : 2010 (Groupe 4) et 2017 (Groupe 1)

## Entraîneurs
- Frode Grodås